# Georgien beim Eurovision Song Contest
Teilnehmende Rundfunkanstalt

Erste Teilnahme
2007
Anzahl der Teilnahmen
17 (Stand 2025)
Höchste Platzierung
9 (2010, 2011)
Höchste Punktzahl
136 (2010)
Niedrigste Punktzahl
15 (2014 SF)
Punkteschnitt (seit erstem Beitrag)
72,25 (Stand 2019)
Punkteschnitt pro abstimmendem Land im 12-Punkte-System
1,50 (Stand 2019)
Dieser Artikel befasst sich mit der Geschichte Georgiens als Teilnehmer am Eurovision Song Contest.

## Regelmäßigkeit der Teilnahme und Erfolge im Wettbewerb

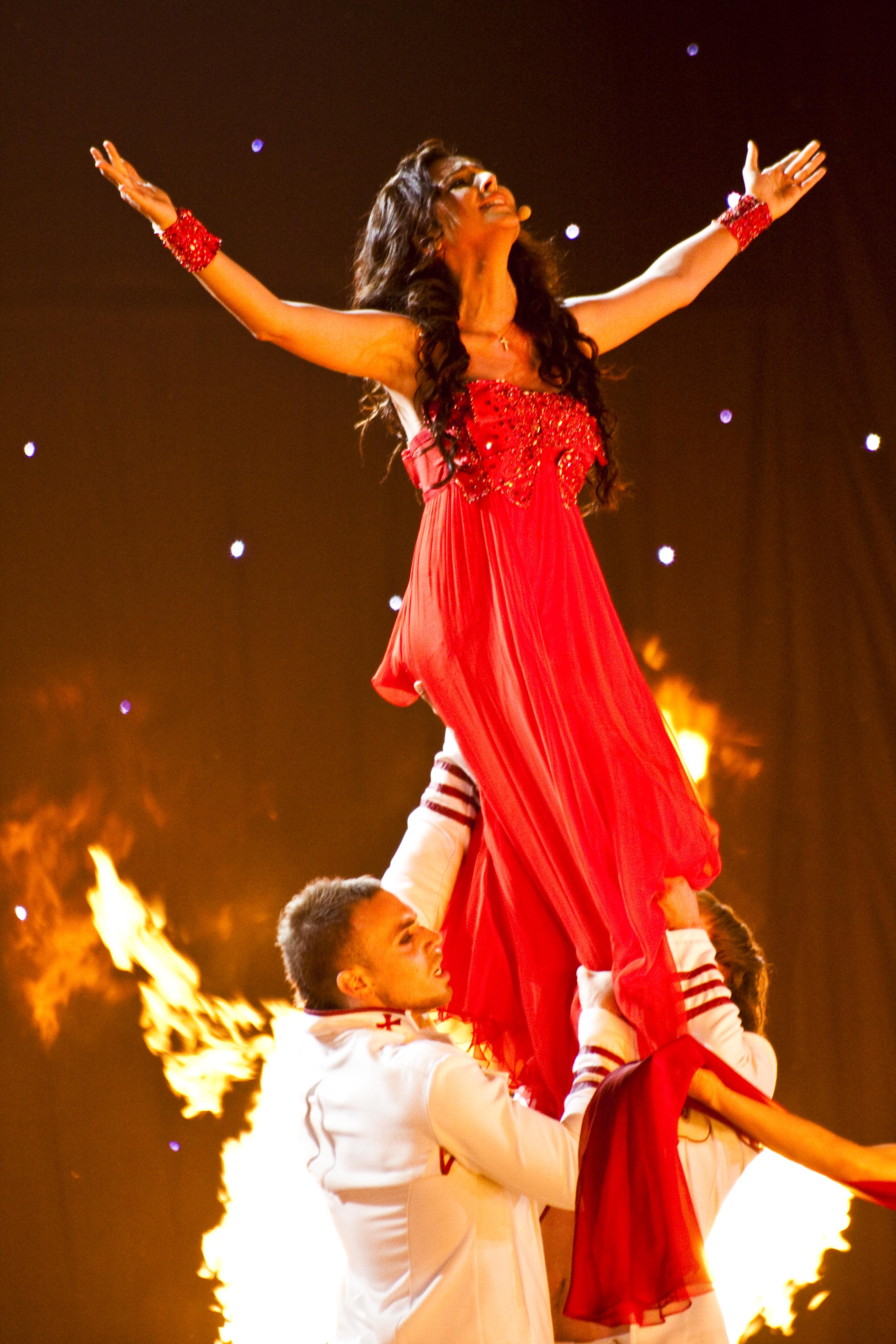
Sopho Nischaradse holte 2010 Georgiens bis heute bestes Ergebnis

Georgien nahm erstmals 2007 am Eurovision Song Contest teil. Damit war es das zweite Land aus der Kaukasus-Region, das am ESC teilnimmt, nach dem Armenien bereits 2006 sein Debüt gab. So debütierte Georgien 2007 mit Sopo Chalwaschi, die sich sofort für das Finale qualifizieren konnte. Dort erreichte sie Platz 12, womit Georgien ein wohl erfolgreiches Debüt beim Wettbewerb hatte. Auch 2008 konnte sich das Land für das Finale qualifizieren. Diana Gurzkaja konnte mit Platz 11 am Ende sogar das Ergebnis von 2007 noch durch einen Platz übertreffen. Im Jahr 2009 zog das Land dann seine Teilnahme zurück, da der ausgewählte Beitrag von Stephane & 3G mit dem Titel We Don’t Wanna Put In wegen einer politischen Provokation gegen Wladimir Putin gegen die Regeln verstieß. Außerdem sollte die Teilnahme am Eurovision Song Contest 2009 wegen des Kaukasuskriegs 2008 zunächst abgesagt werden. Schon 2010 kehrte Georgien aber wieder zum Wettbewerb zurück.
Auch 2010 konnte sich Georgien für das Finale qualifizieren, nachdem Sopho Nischaradse im Halbfinale Platz 3 belegte. Im Finale holte sie dann mit Platz 9 Georgiens bis heute beste Platzierung im Wettbewerb. Mit 136 Punkten hält sie zu dem auch Georgiens Punkterekord im Wettbewerb. Auch 2011 konnte die Gruppe Eldrine Platz 9 erreichen und damit den Erfolg von 2010 wiederholen. Diese erfolgreiche Zeit konnte 2012 aber nicht fortgesetzt werden. Anri Dschochadse erreichte im Halbfinale nur Platz 14 und konnte sich somit nicht für das Finale qualifizieren. Damit war er der erste georgische Interpret, der nicht das Finale erreichen konnte. Nach diesem Misserfolg konnten sich Sopo Gelowani & Nodiko Tatischwili 2013 aber wieder für das Finale qualifizieren. Mit Platz 15 holten sie eine durchschnittliche Platzierung für Georgien im Wettbewerb. 2014 erreichte Georgien dann seinen bisherigen Tiefpunkt im Wettbewerb. The Shin feat. Mariko Ebralidse konnten sich nicht für das Finale qualifizieren und erreichten nur den letzten Platz im Halbfinale. Mit 15 Punkten erreichten sie zu dem Georgiens bis heute niedrigste Punktzahl im Wettbewerb. 2015 hingegen verlief es für Georgien wieder besser. Nina Sublatti konnte sich für das Finale qualifizieren und holte mit Platz 11 die beste Platzierung seit vier Jahren. Auch Nika Koscharow & Young Georgian Lolitaz konnten sich 2016 für das Finale qualifizieren. Dort waren sie aber weniger erfolgreich als ihre Vorgänger und holten mit Platz 20 nur eine mäßige Platzierung für Georgien. 2017 erreichte Georgien dann zum ersten Mal seit 2014 nicht das Finale. Mit Platz 11 scheiterte Tako Gatschetschiladse allerdings nur knapp an der Finalqualifikation. Auch 2018 schied der georgische Beitrag im Halbfinale bereits aus. Allerdings erreichte die Band Iriao, wie schon The Shin feat. Mariko Ebralidse 2014, nur den letzten Platz im Halbfinale. Somit wiederholten sie damit Georgiens schlechteste Platzierung im Wettbewerb. 2019 und 2021 wurden dann zum bereits dritten und vierten Mal in Folge die Finalqualifikationen verpasst, ebenfalls auch 2022 und 2023. 2024 gelang nach acht Jahren wieder der Sprung ins Finale wo man mit Platz 21 nur eine Platzierung im unteren Mittelfeld erzielen konnte. Im Folgejahr schied Georgien dann wieder im Halbfinale aus.
Demnach landeten fünf der 17 Beiträge in der linken Tabellenhälfte. Zudem schied das Land bereits neunmal im Halbfinale aus und wurde zweimal Letzter. Trotzdem erreichte das Land schon zweimal eine Platzierung unter den besten Zehn. Damit gehört Georgien zu den weniger erfolgreichen Ländern im Wettbewerb. Mit nur 17 Teilnahmen nimmt Georgien aber noch nicht so lange teil. In den ersten Jahren war das Land allerdings deutlich erfolgreicher.

## Liste der Beiträge
Farblegende:
– 1. Platz. 
– 2. Platz. 
– 3. Platz. 
– Punktgleichheit mit dem letzten Platz.
– ausgeschieden im Halbfinale/in der Qualifikation/im osteuropäischen Vorentscheid.
– keine Teilnahme/nicht qualifiziert.
– Absage des Eurovision Song Contests.
| Jahr | Interpret                                                             | Titel Musik (M) und Text (T)                                       | Sprache                                                                | Übersetzung                  | Finale                                           | Finale                                           | Halbfinale/ Qualifikation                        | Halbfinale/ Qualifikation                        | Nationaler Vorentscheid                               |
| Jahr | Interpret                                                             | Titel Musik (M) und Text (T)                                       | Sprache                                                                | Übersetzung                  | Platz                                            | Punkte                                           | Platz                                            | Punkte                                           | Nationaler Vorentscheid                               |
| ---- | --------------------------------------------------------------------- | ------------------------------------------------------------------ | ---------------------------------------------------------------------- | ---------------------------- | ------------------------------------------------ | ------------------------------------------------ | ------------------------------------------------ | ------------------------------------------------ | ----------------------------------------------------- |
| 2007 | Sopho Chalwaschi სოფო ხალვაში                                         | Visionary Dream M: Beqa Jafaridze; T: Bibi Kvachadze               | Englisch                                                               | Visionärer Traum             | 12 / 24                                          | 97                                               | 8 / 28                                           | 123                                              | Nationaler Vorentscheid                               |
| 2008 | Diana Gurzkaja დიანა ღურწკაია                                         | Peace Will Come M: Kim Breitburg; T: Karen Kavaleryan              | Englisch                                                               | Frieden wird kommen          | 11 / 25                                          | 83                                               | 5 / 19                                           | 107                                              | Nationaler Vorentscheid                               |
| 2009 | Stephane & 3G სტეფანე და 3G                                           | We Don’t Wanna Put In M: Stephane Mgebrischwili; T: Bibi Kvachadse | Englisch                                                               | Wir wollen nicht drinstecken | Teilnahme zurückgezogen Lied regelwidrig         | Teilnahme zurückgezogen Lied regelwidrig         | Teilnahme zurückgezogen Lied regelwidrig         | Teilnahme zurückgezogen Lied regelwidrig         | Nationaler Vorentscheid                               |
| 2010 | Sopho Nischaradse სოფო ნიჟარაძე                                       | Shine M/T: Hanne Sørvaag, Harry Sommerdahl, Christian Leuzzi       | Englisch                                                               | Glänze!                      | 9 / 25                                           | 136                                              | 3 / 17                                           | 106                                              | Nationaler Vorentscheid                               |
| 2011 | Eldrine ელდრაინი                                                      | One More Day M: DJ BE$$; T: DJ Rock, Mikheil Chelidze              | Englisch                                                               | Noch einen Tag               | 9 / 25                                           | 110                                              | 6 / 19                                           | 74                                               | Nationaler Vorentscheid                               |
| 2012 | Anri Dschochadse ანრი ჯოხაძე                                          | I’m a Joker M: Rusudan Chkhaidze; T: Bibi Kvachadze                | Englisch, Georgisch                                                    | Ich bin ein Scherzbold       | Ausgeschieden                                    | Ausgeschieden                                    | 14 / 18                                          | 36                                               | Nationaler Vorentscheid                               |
| 2013 | Sopho Gelowani & Nodiko Tatischwili სოფო გელოვანი და ნოდიკო ტატიშვილი | Waterfall M: Thomas G:son, Erik Bernholm; T: Thomas G:son          | Englisch                                                               | Wasserfall                   | 15 / 26                                          | 50                                               | 10 / 17                                          | 63                                               | interne Auswahl                                       |
| 2014 | The Shin & Mariko შინი და მარიკო                                      | Three Minutes to Earth M: Zaza Minoschwili; T: Eugen Eliu          | Englisch                                                               | Drei Minuten bis zur Erde    | Ausgeschieden                                    | Ausgeschieden                                    | 15 / 15                                          | 15                                               | interne Auswahl                                       |
| 2015 | Nina Sublatti ნინა სუბლატი                                            | Warrior M/T: Nina Sublatti, Thomas G:son                           | Englisch                                                               | Krieger                      | 11 / 27                                          | 51                                               | 4 / 16                                           | 98                                               | Nationaler Vorentscheid                               |
| 2016 | Nika Koscharow & Young Georgian Lolitaz                               | Midnight Gold M: Kote Kalandadse, Thomas G:son; T: Kote Kalandadse | Englisch                                                               | Mitternachtsgold             | 20 / 26                                          | 104                                              | 9 / 18                                           | 123                                              | Nationaler Vorentscheid                               |
| 2017 | Tamara Gachechiladze თამარ "თაკო" გაჩეჩილაძე                          | Keep the Faith M: Anri Dschochadse; T: Tamara Gachechiladze        | Englisch                                                               | Bewahre den Glauben          | Ausgeschieden                                    | Ausgeschieden                                    | 11 / 18                                          | 99                                               | Nationaler Vorentscheid                               |
| 2018 | Iriao ირიაო                                                           | For You M: Davit Malazonia, Mikheil Mdinaradze; T: Irina Sanikidze | Georgisch mit englischem Titel                                         | Für dich                     | Ausgeschieden                                    | Ausgeschieden                                    | 18 / 18                                          | 24                                               | interne Auswahl                                       |
| 2019 | Oto Nemsadze ოთო ნემსაძე                                              | Keep On Going M: Roman Giorgadze; T: Diana Giorgadze               | Georgisch, Abchasisch, mit englischem Titel                            | Gehe weiter                  | Ausgeschieden                                    | Ausgeschieden                                    | 14 / 17                                          | 62                                               | Georgian Idol 2019                                    |
| 2020 | Tornike Kipiani თორნიკე ყიფიანი                                       | Take Me As I Am M/T: Tornike Kipiani                               | Englisch mit Zeilen auf Deutsch, Französisch, Italienisch und Spanisch | Nimm mich wie ich bin        | Absage wegen der COVID-19-Pandemie durch die EBU | Absage wegen der COVID-19-Pandemie durch die EBU | Absage wegen der COVID-19-Pandemie durch die EBU | Absage wegen der COVID-19-Pandemie durch die EBU | Georgian Idol 2020 (Interpret) interne Auswahl (Lied) |
| 2021 | Tornike Kipiani თორნიკე ყიფიანი                                       | You M/T: Tornike Kipiani                                           | Englisch                                                               | Du                           | Ausgeschieden                                    | Ausgeschieden                                    | 16 / 17                                          | 16                                               | interne Auswahl                                       |
| 2022 | Circus Mircus ცირკუს მირკუსი                                          | Lock Me In M/T: Circus Mircus                                      | Englisch                                                               | Sperr mich ein               | Ausgeschieden                                    | Ausgeschieden                                    | 18 / 18                                          | 22                                               | interne Auswahl                                       |
| 2023 | Iru ირუ                                                               | Echo M: Giga Kukhiadnidze; T: Beni Kadagidze, Iru Chetschanowi     | Englisch                                                               | –                            | Ausgeschieden                                    | Ausgeschieden                                    | 12 / 16                                          | 33                                               | The Voice Georgia (Interpret) interne Auswahl (Lied)  |
| 2024 | Nuza Busaladse ნუცა ბუზალაძე                                          | Firefighter M/T: Darko Dimitrov, Ada Skitka                        | Englisch                                                               | Feuerwehrfrau                | 21 / 25                                          | 34                                               | 8 / 16                                           | 54                                               | interne Auswahl                                       |
| 2025 | Mariam Schengelia მარიამ შენგელია                                     | Freedom M: Keti Gabissiani; T: Buka Kartosia                       | Georgisch, Englisch                                                    | Freiheit                     | Ausgeschieden                                    | Ausgeschieden                                    | 15 / 16                                          | 28                                               | interne Auswahl                                       |

## Nationale Vorentscheide
Der Großteil der georgischen Beiträge wurde über eine nationale Vorentscheidung ausgewählt. Lediglich in den Jahren 2013, 2014 und 2018 wurde auf eine Vorentscheidung verzichtet und der Beitrag intern nominiert. Allerdings gab es häufiger auch eine Mischung aus interner Auswahl und Vorentscheid. Denn die Vorentscheidungen Georgiens fanden oft unter verschiedenen Systemen statt.

### 2007, 2010 und 2016
2007 beim Debüt wurde der Interpret intern ausgewählt und das Lied dann in einem Vorentscheid. Dieses System fand auch 2010 sowie 2016 statt. Sopo Nischaradse 2010 wurde intern, der Song Shine in einem öffentlichen Vorentscheid ausgesucht. 2016 wurden fünf Beiträge für Nika Koscharow & Young Georgian Lolitaz aus den Einsendungen ausgewählt und in einer TV-Sendung dem Publikum vorgestellt, das dann über den georgischen Beitrag abstimmen konnte.

### 2008 und 2009
Für den Eurovision Song Contest 2008 in Belgrad (Serbien) wurde der Kandidat am 1. März bei einem klassischen nationalen Vorentscheid in Tiflis ausgewählt. Es gewann die sehbehinderte Sängerin Diana Gurzkaja mit dem Lied Peace Will Come. Nach dem gleichen Prozess wurde auch der Interpret 2009 gewählt.

### 2011, 2012, 2015 und 2017
2011 und 2012 wurde der Teilnehmer durch einen Vorentscheid mit 8–10 Teilnehmern ausgesucht. Der Vorentscheid 2015 hingegen wurde mit nur fünf Teilnehmern veranstaltet. 2017 nahmen dann 25 Interpreten am Vorentscheid teil.

### 2019 und 2020
2019 wurde der georgische Interpret sowie das dazugehörige Lied erstmals über eine Castingshow ausgewählt. Zuständig war dafür der georgische Ableger von Pop Idol Georgian Idol. Dieses Format folgte auch 2020 als georgische Vorentscheidung. Die Auswahl des Liedes erfolgte diesmal jedoch intern.

## Sprachen
In den meisten Fällen sang Georgien auf Englisch. Das erste Mal, dass ein Lied georgischen Text enthielt, war 2012. Der Beitrag 2012 enthielt nämlich Sätze in georgischer Sprache. 2018 war es dann das erste Mal, dass Georgien nicht auf Englisch sang. Das Lied war komplett auf Georgisch, womit Georgien 2018 zum ersten Mal ein Lied komplett auf Georgisch schickte. 2019 entsandte das Land erneut einen Beitrag in Landessprache, allerdings auch in Abchasisch. In beiden Jahren wurde der Titel des Liedes allerdings auf Englisch vorgestellt. 2020 wurde dann erstmals seit drei Jahren wieder ein Lied auf Englisch ausgewählt, allerdings wurden im Lied Take Me As I Am ein paar Zeilen auf Deutsch, Französisch, Italienisch und Spanisch gesungen. Seit 2021 tritt das Land wieder mit komplett englischen Texten auf.

## Kommentatoren und Punktesprecher
Diese Liste der Kommentatoren und Punktesprecher beginnt mit dem Beginn der TV-Übertragungen in Georgien.
| Jahr | Kommentator                                                               | Punktesprecher                     |
| ---- | ------------------------------------------------------------------------- | ---------------------------------- |
| 2007 | –                                                                         | Neli Agirba                        |
| 2008 | –                                                                         | Tika Patsatsia                     |
| 2009 | Keine Übertragung                                                         | Auf Teilnahme verzichtet           |
| 2010 | Sopho Altunishvili                                                        | Mariam Vashadze                    |
| 2011 | Sopho Altunishvili                                                        | Sopo Nischaradse                   |
| 2012 | Temo Kvirkvelia                                                           | Sopho Toroshelidze                 |
| 2013 | Temo Kvirkvelia                                                           | Liza Tsiklauri                     |
| 2014 | Lado Tatishvili & Tamuna Museridze                                        | Sopo Gelowani & Nodiko Tatischwili |
| 2015 | Lado Tatishvili & Tamuna Museridze                                        | Natia Bunturi                      |
| 2016 | Tuta Chkheidze & Nika Katsia                                              | Nina Sublatti                      |
| 2017 | Demetre Ergemlidze                                                        | Nika Kocharov                      |
| 2018 | Demetre Ergemlidze                                                        | Tako Gatschetschiladse             |
| 2019 | Helen Kalandadze & Gaga Abashidze (alle Shows) Nodiko Tatishvili (Finale) | Gaga Abashidze                     |
| 2021 | Nika Lobiladze                                                            | Oto Nemsadze                       |
| 2022 | Nika Lobiladze                                                            | Kein Punktesprecher a              |
| 2023 | Nika Lobiladze                                                            | Archil Sulakvelidze (Iago Waitman) |
| 2024 | Nika Lobiladze                                                            | Sopo Chalwaschi                    |
| 2025 | Nika Lobiladze                                                            | Nuza Busaladse                     |

## Punktevergabe
Folgende Länder erhielten die meisten Punkte von oder vergaben die meisten Punkte an Georgien (Stand: 2025):
| Die meisten im Finale vergebenen Punkte | Die meisten im Finale vergebenen Punkte | Die meisten im Finale vergebenen Punkte |
| Platz                                   | Land                                    | Punkte                                  |
| --------------------------------------- | --------------------------------------- | --------------------------------------- |
| 1                                       | Ukraine                                 | 165                                     |
| 2                                       | Armenien                                | 156                                     |
| 3                                       | Aserbaidschan                           | 119                                     |
| 4                                       | Italien                                 | 099                                     |
| 5                                       | Litauen                                 | 081                                     |

| Die meisten im Finale erhaltenen Punkte | Die meisten im Finale erhaltenen Punkte | Die meisten im Finale erhaltenen Punkte |
| Platz                                   | Land                                    | Punkte                                  |
| --------------------------------------- | --------------------------------------- | --------------------------------------- |
| 1                                       | Armenien                                | 83                                      |
| 2                                       | Litauen                                 | 69                                      |
| 3                                       | Aserbaidschan                           | 55                                      |
| 4                                       | Ukraine                                 | 51                                      |
| 5                                       | Russland                                | 45                                      |

| Die meisten insgesamt vergebenen Punkte | Die meisten insgesamt vergebenen Punkte | Die meisten insgesamt vergebenen Punkte |
| Platz                                   | Land                                    | Punkte                                  |
| --------------------------------------- | --------------------------------------- | --------------------------------------- |
| 1                                       | Armenien                                | 245                                     |
| 2                                       | Ukraine                                 | 231                                     |
| 3                                       | Aserbaidschan                           | 181                                     |
| 4                                       | Litauen                                 | 151                                     |
| 5                                       | Schweden                                | 131                                     |

| Die meisten insgesamt erhaltenen Punkte | Die meisten insgesamt erhaltenen Punkte | Die meisten insgesamt erhaltenen Punkte |
| Platz                                   | Land                                    | Punkte                                  |
| --------------------------------------- | --------------------------------------- | --------------------------------------- |
| 1                                       | Armenien                                | 181                                     |
| 2                                       | Litauen                                 | 153                                     |
| 3                                       | Ukraine                                 | 117                                     |
| 4                                       | Aserbaidschan                           | 101                                     |
| 4                                       | Griechenland                            | 101                                     |
| 5                                       | Belarus                                 | 88                                      |

### Vergaben der Höchstwertung
Seit 2007 vergab Georgien im Finale die Höchstpunktzahl an 15 verschiedene Länder, davon siebenmal an Armenien. Im Halbfinale vergab Georgien die Höchstpunktzahl an zwölf verschiedene Länder, davon viermal an Aserbaidschan.
| Höchstwertung (Finale) | Höchstwertung (Finale)     | Höchstwertung (Finale)   |
| Jahr                   | Land                       | Platz (Finale)           |
| ---------------------- | -------------------------- | ------------------------ |
| 2007                   | Armenien                   | 8                        |
| 2008                   | Armenien                   | 4                        |
| 2009                   | Auf Teilnahme verzichtet   | Auf Teilnahme verzichtet |
| 2010                   | Belarus                    | 24                       |
| 2011                   | Litauen                    | 19                       |
| 2012                   | Litauen                    | 14                       |
| 2013                   | Aserbaidschan              | 2                        |
| 2014                   | Armenien                   | 4                        |
| 2015                   | Armenien                   | 16                       |
| 2016                   | Ukraine (J)                | 1                        |
| 2016                   | Armenien (T)               | 7                        |
| 2017                   | Portugal (J)               | 1                        |
| 2017                   | Aserbaidschan (T)          | 14                       |
| 2018                   | Schweden (J)               | 7                        |
| 2018                   | Israel (T)                 | 1                        |
| 2019                   | Tschechien (J)             | 11                       |
| 2019                   | Zypern (T)                 | 13                       |
| 2020                   | Wettbewerb abgesagt        | Wettbewerb abgesagt      |
| 2021                   | Italien (J)                | 1                        |
| 2021                   | Griechenland (T)           | 10                       |
| 2022                   | Vereinigtes Königreich (J) | 2                        |
| 2022                   | Ukraine (T)                | 1                        |
| 2023                   | Belgien (J)                | 7                        |
| 2023                   | Armenien (T)               | 14                       |
| 2024                   | Schweiz (J)                | 1                        |
| 2024                   | Ukraine (T)                | 3                        |
| 2025                   | Italien (J)                | 5                        |
| 2025                   | Armenien (T)               | 20                       |

| Höchstwertung (Halbfinale) | Höchstwertung (Halbfinale) | Höchstwertung (Halbfinale) |
| Jahr                       | Land                       | Platz (Halbfinale)         |
| -------------------------- | -------------------------- | -------------------------- |
| 2007                       | Belgien                    | 26                         |
| 2008                       | Ukraine                    | 1                          |
| 2009                       | Auf Teilnahme verzichtet   | Auf Teilnahme verzichtet   |
| 2010                       | Aserbaidschan              | 2                          |
| 2011                       | Aserbaidschan              | 2                          |
| 2012                       | Schweden                   | 1                          |
| 2013                       | Aserbaidschan              | 1                          |
| 2014                       | Belarus                    | 5                          |
| 2015                       | Belarus                    | 12                         |
| 2016                       | Ukraine (J & T)            | 2                          |
| 2017                       | Portugal (J)               | 1                          |
| 2017                       | Aserbaidschan (T)          | 8                          |
| 2018                       | Schweden (J)               | 2                          |
| 2018                       | Moldau (T)                 | 3                          |
| 2019                       | Tschechien (J)             | 2                          |
| 2019                       | San Marino (T)             | 8                          |
| 2020                       | Wettbewerb abgesagt        | Wettbewerb abgesagt        |
| 2021                       | Schweiz (J)                | 1                          |
| 2021                       | San Marino (T)             | 9                          |
| 2022                       | Schweden (J)               | 1                          |
| 2022                       | Serbien (T)                | 3                          |
| 2023                       | Armenien                   | 6                          |
| 2024                       | Armenien                   | 3                          |
| 2025                       | Armenien                   | 10                         |

## Sonstiges
- 2014 hat die Europäische Rundfunkunion Georgiens Punktevergabe der Jury im Finale aufgrund eines Betrugsverdachts disqualifiziert und ersetzte das kombinierte Votum durch das georgische Televoting
  - 2022 wiederholten sich die Betrugsvorwürfe, wobei diese von einem Ersatzergebnis der Ausrichter ersetzt wurden

## Impressionen

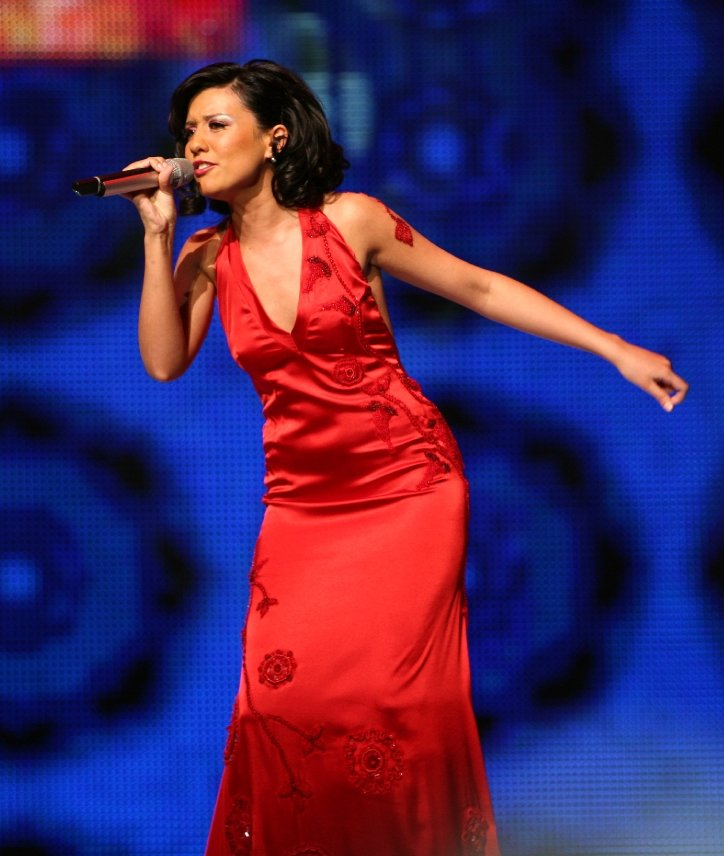
Sopho Chalwaschi 2007
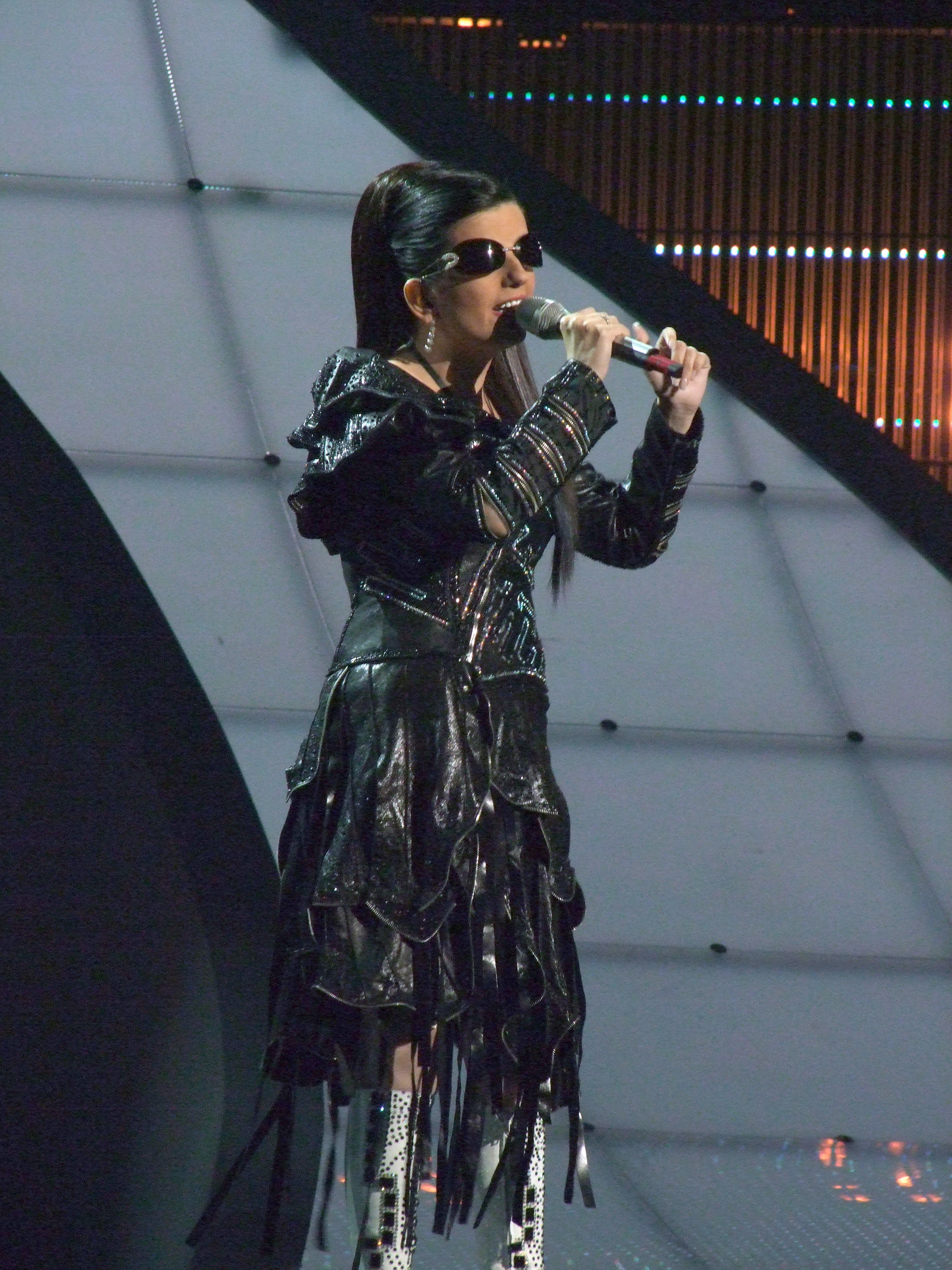
Diana Gurzkaja 2008
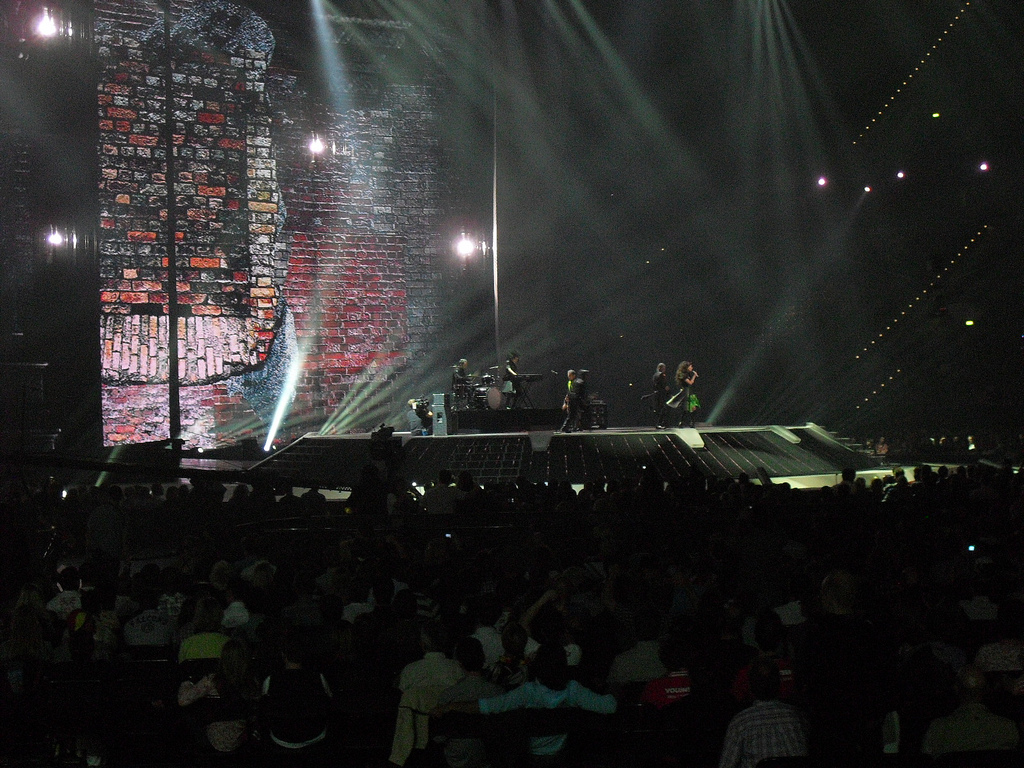
Eldrine 2011
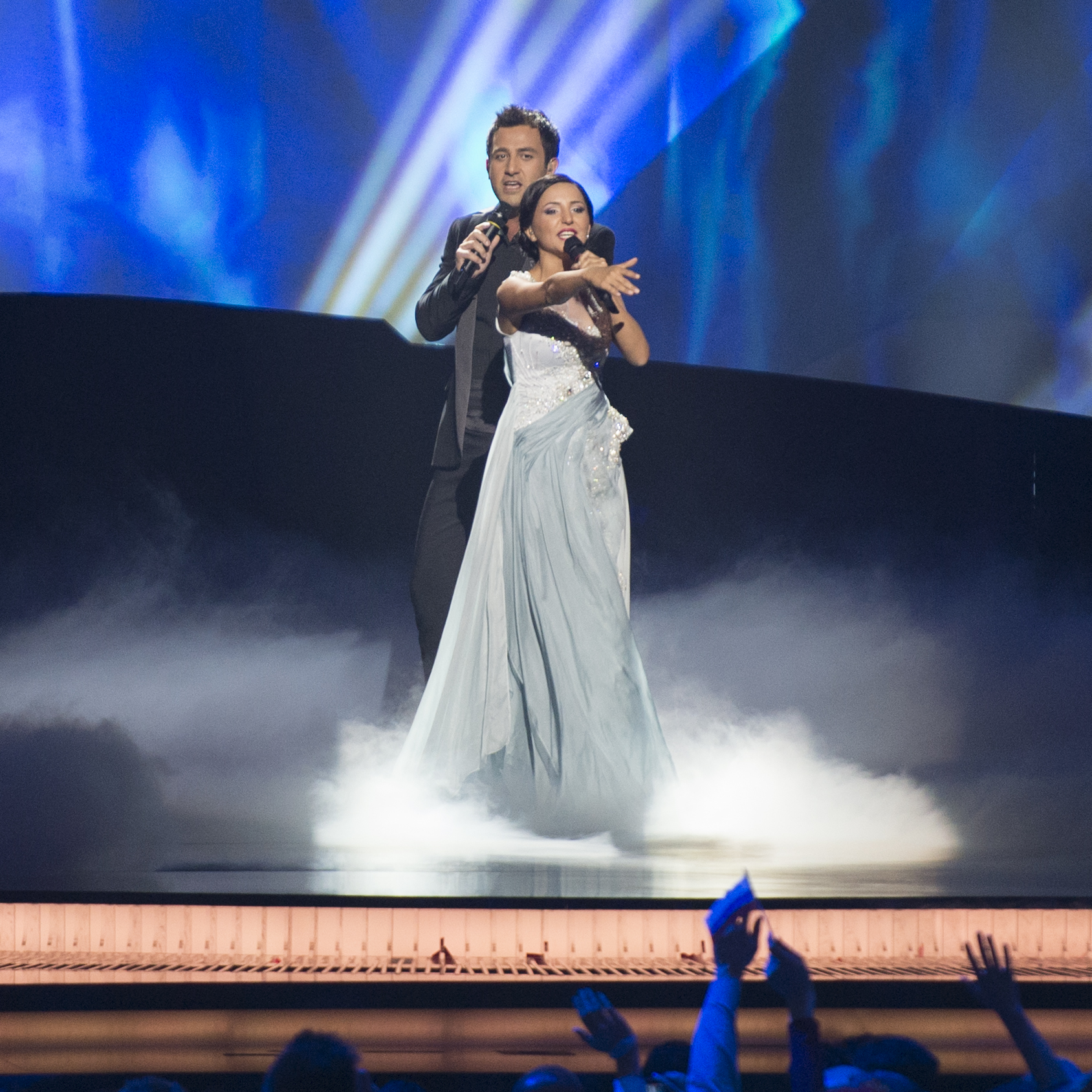
Sopo Gelowani & Nodiko Tatischwili 2013
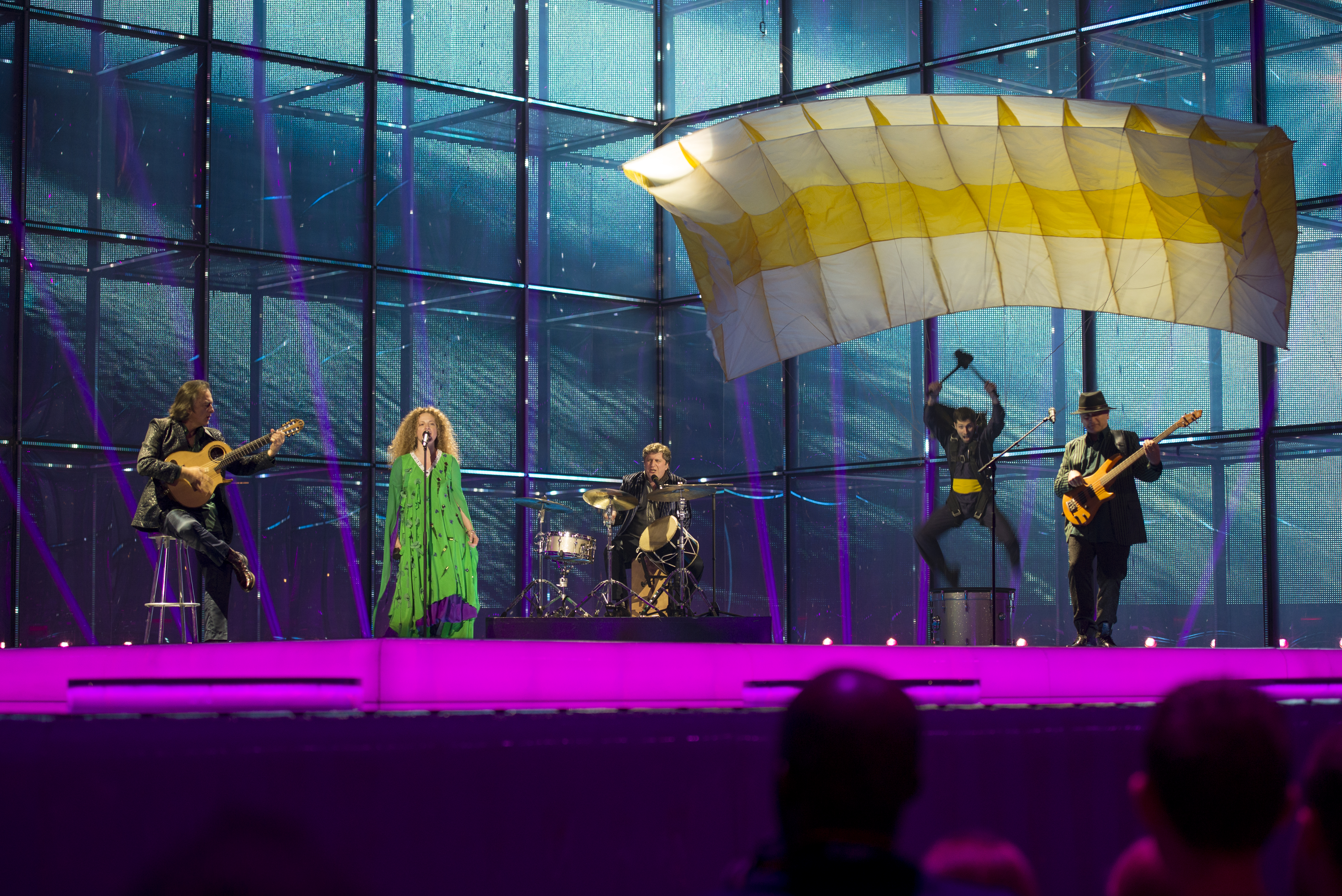
The Shin & Mariko 2014
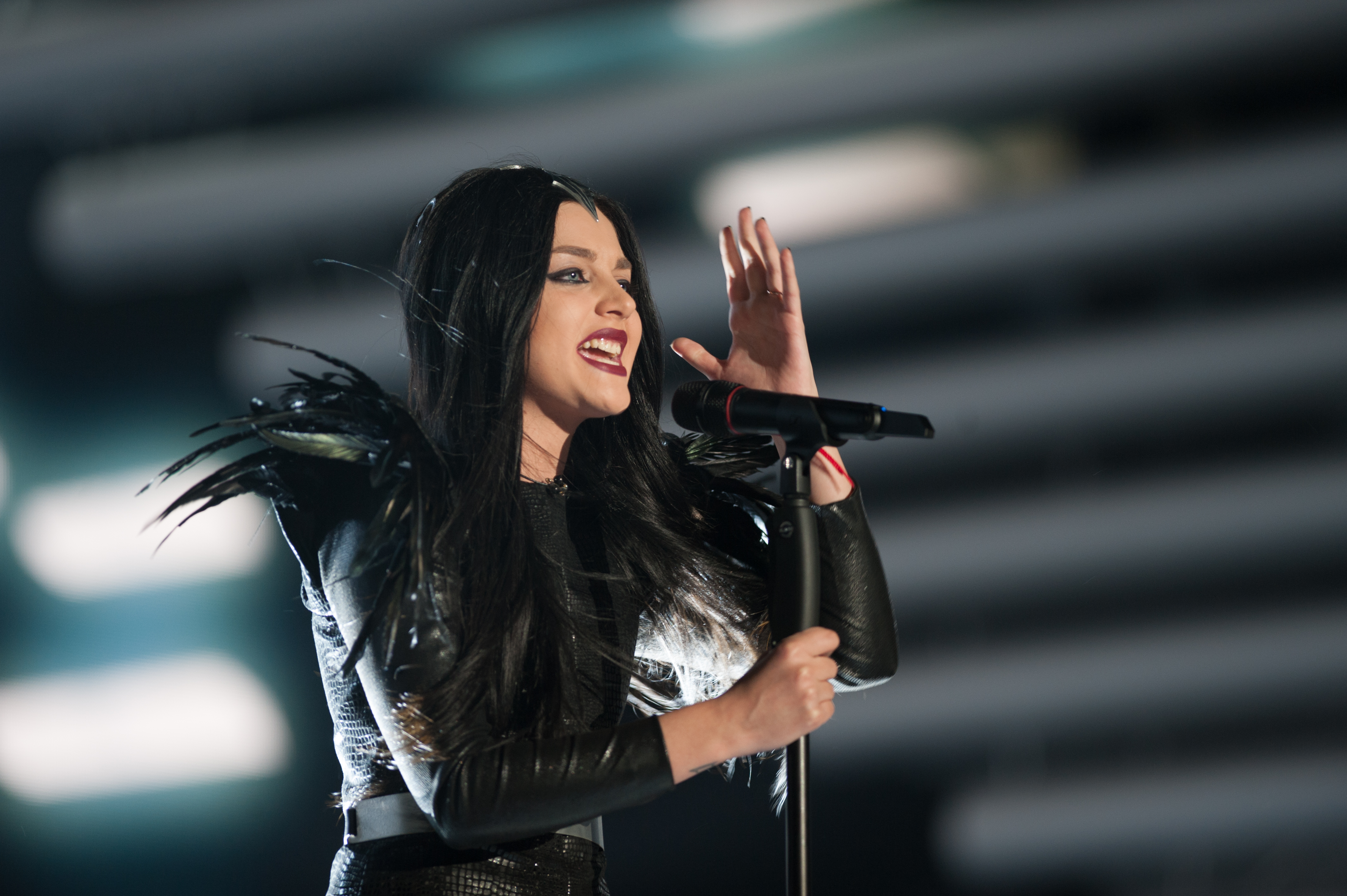
Nina Sublatti 2015
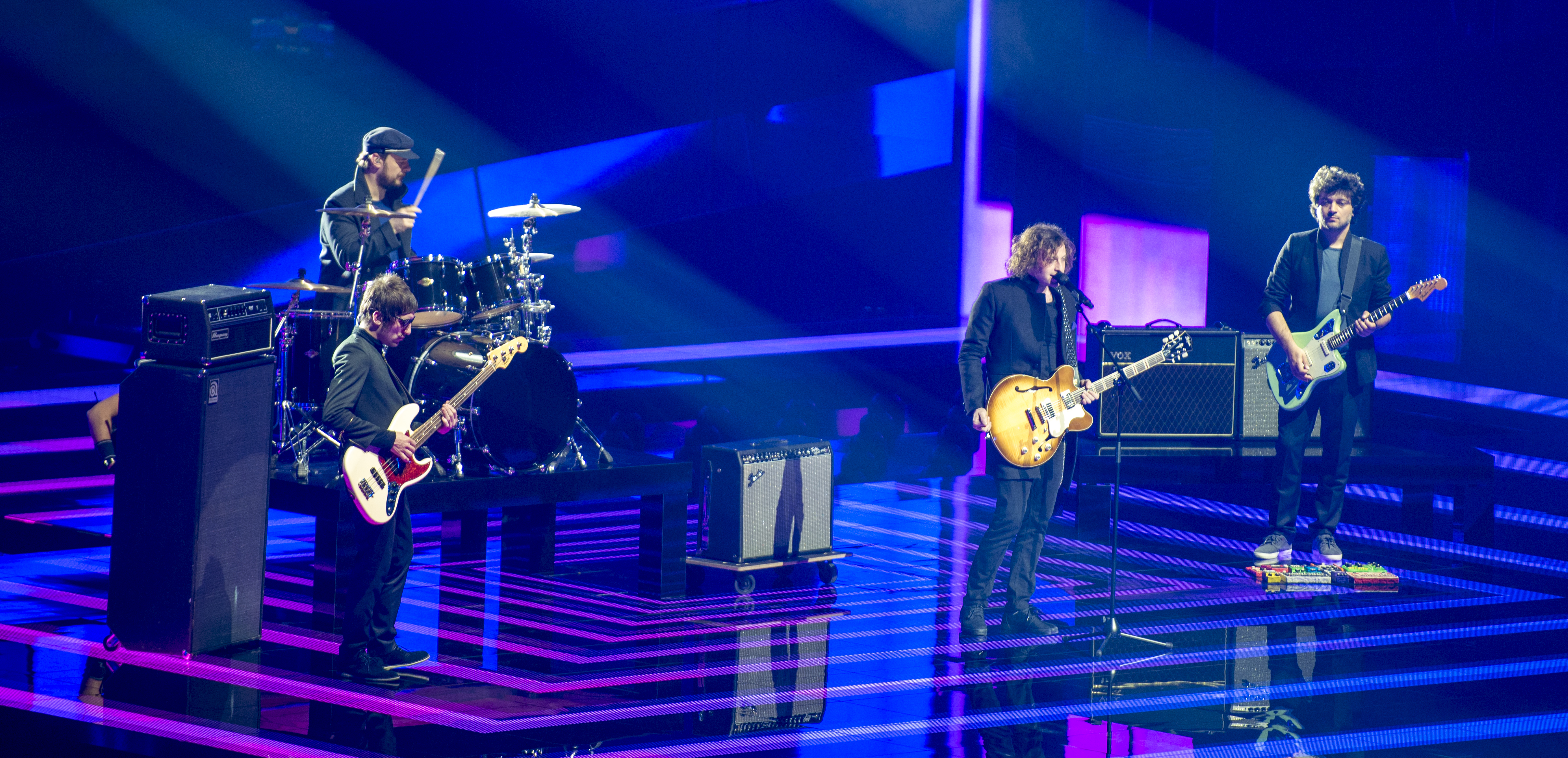
Nika Koscharow & Young Georgian Lolitaz 2016
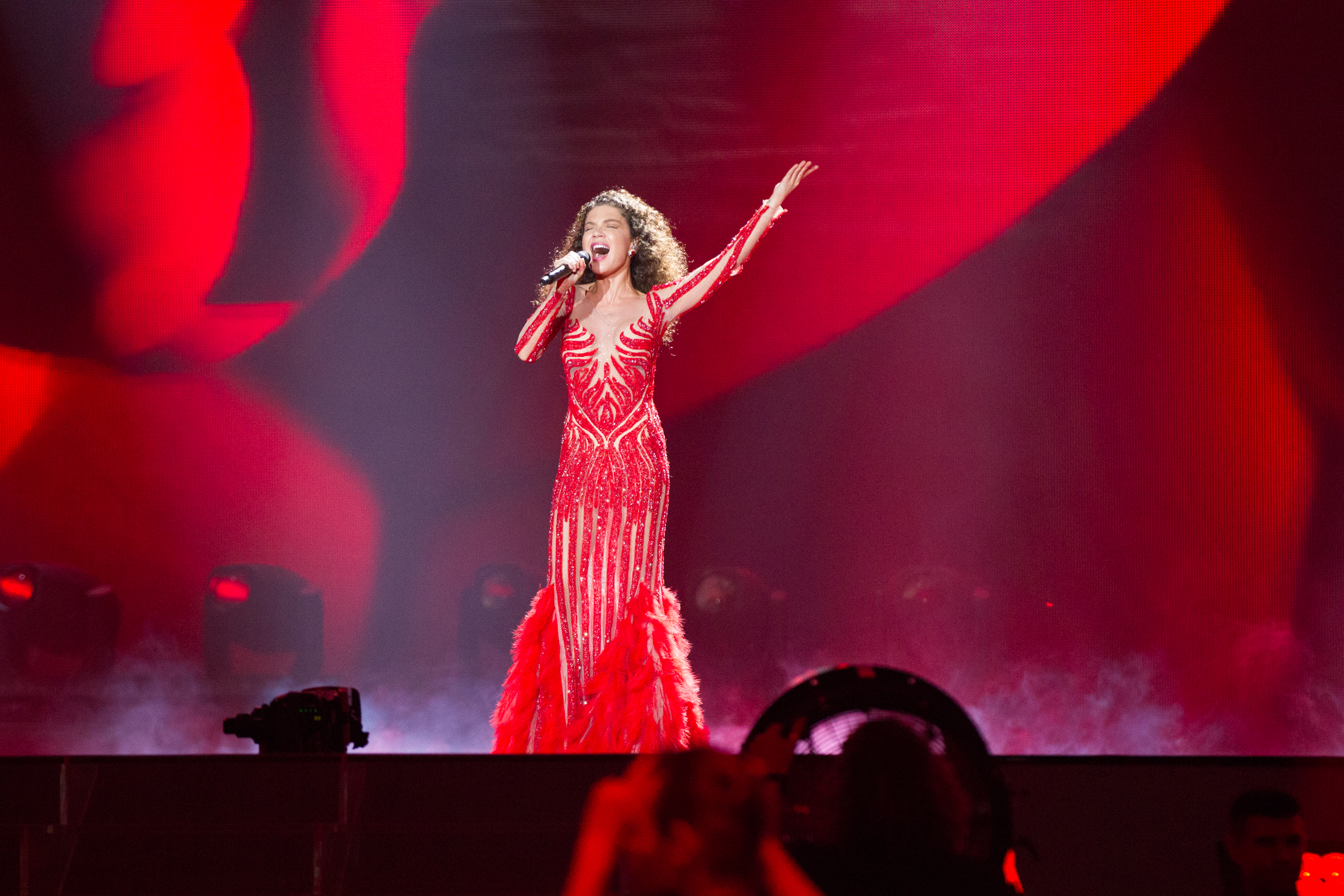
Tako Gatschetschiladse 2017
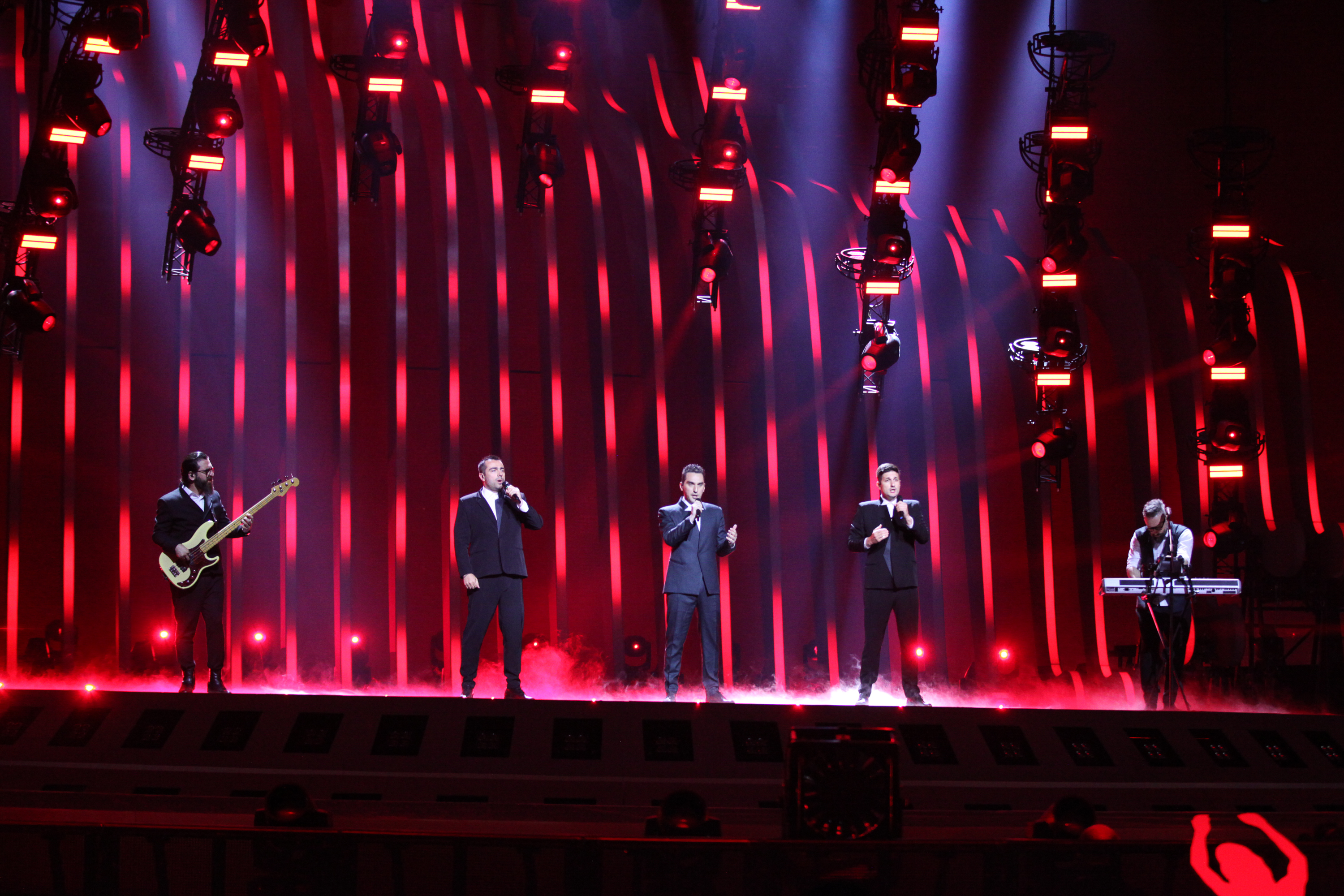
Iriao 2018
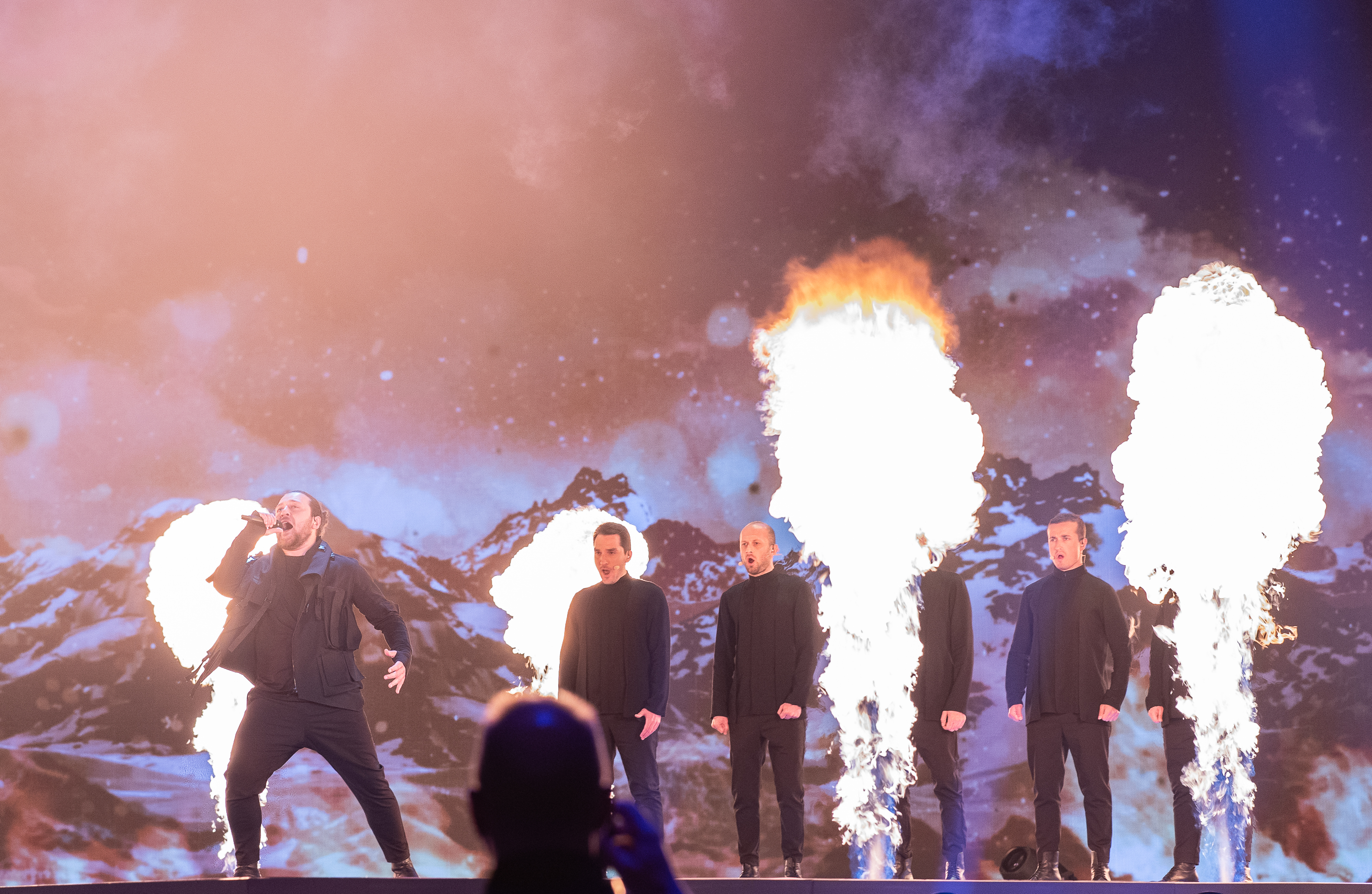
Oto Nemsadze 2019
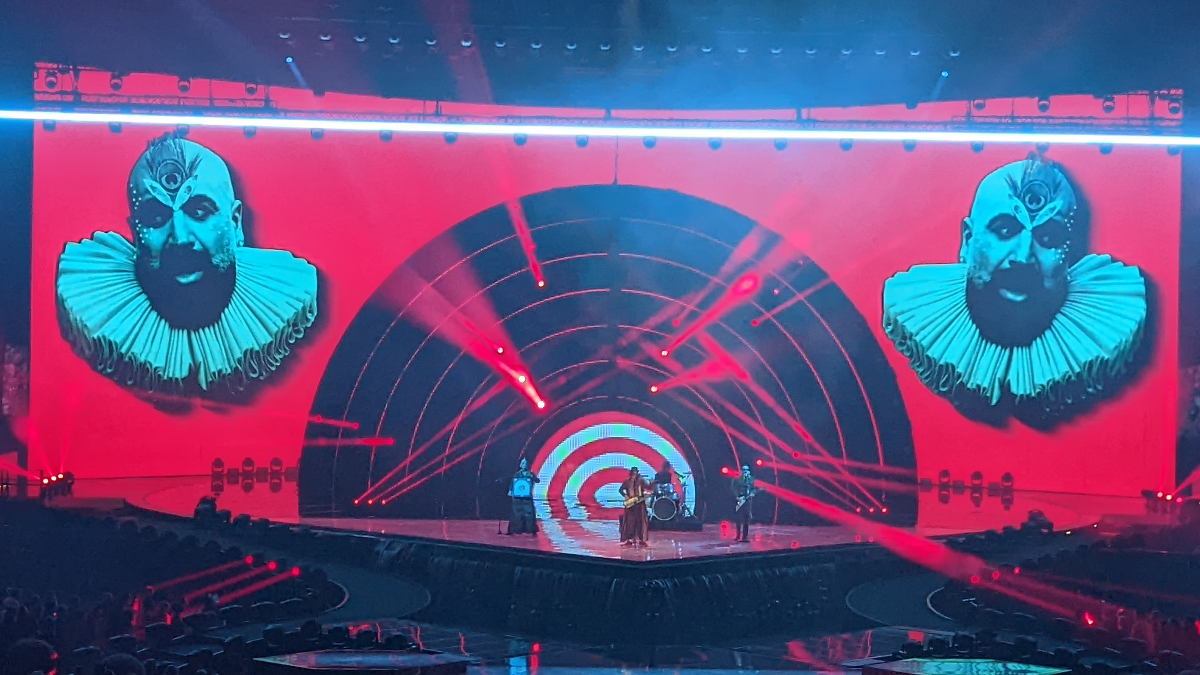
Circus Mircus 2022
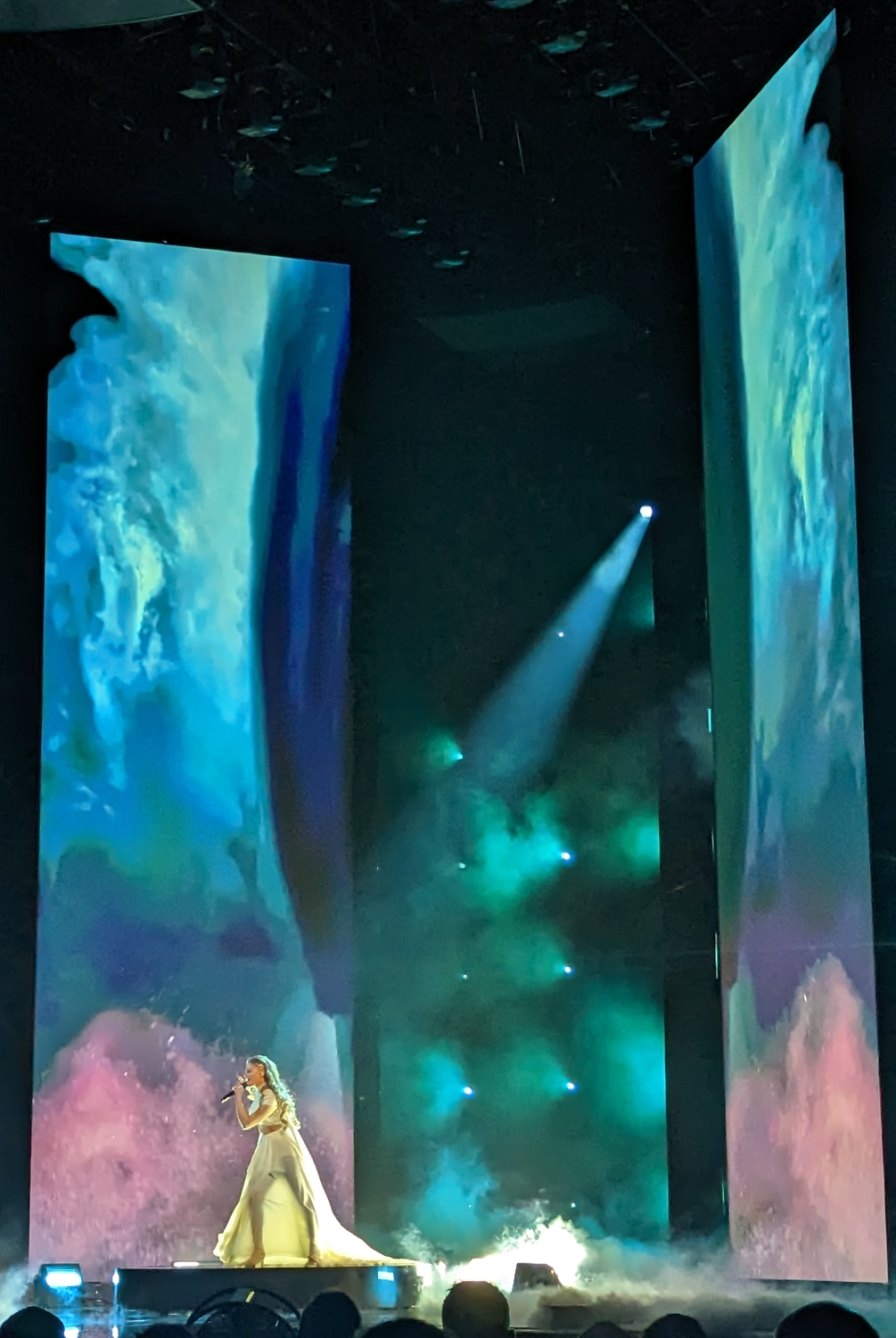
Iru 2023
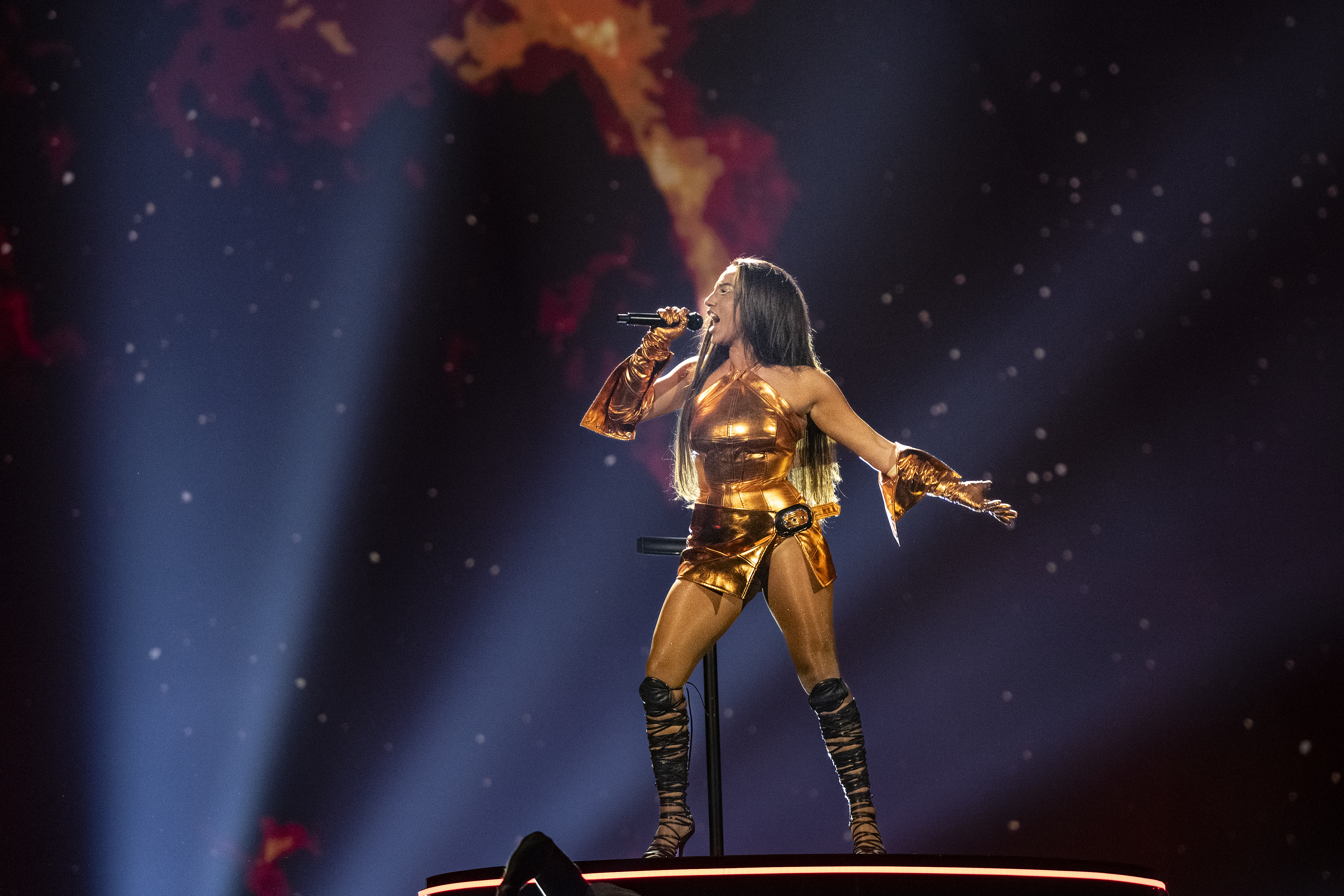
Nutsa Buzaladze 2024
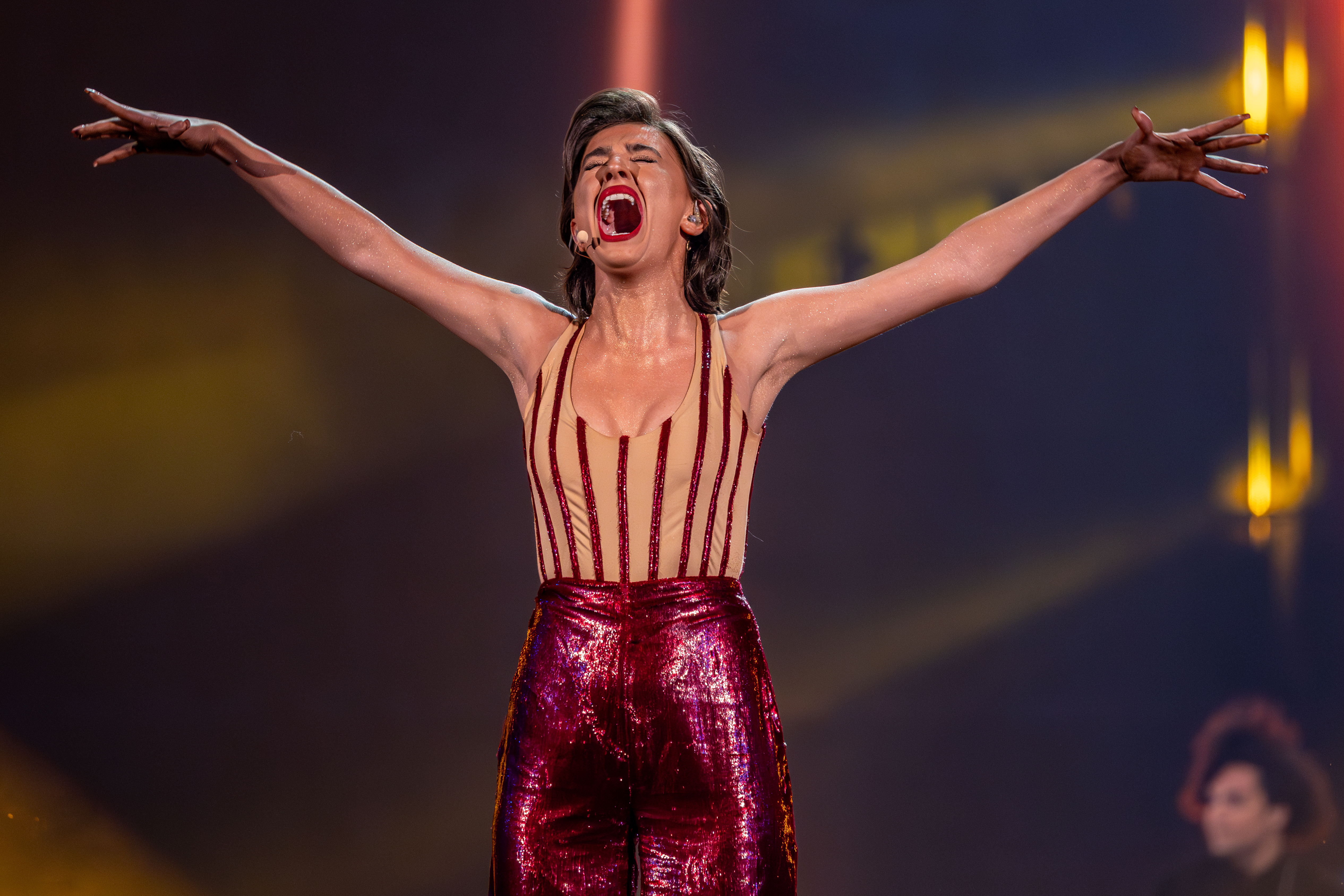
Mariam Schengelia 2025